# Železniční trať Dětmarovice–Zebrzydowice
Železniční trať Dětmarovice–Zebrzydowice (v jízdním řádu pro cestující je trať na českém území označena pro regionální dopravu jako větev trati 320, pro dálkovou dopravu jako větev tratě 272) je dvojkolejná železniční trať, která je využívána pro osobní a nákladní vlakovou dopravu jak v České republice, tak i Polsku, neboť trať přechází z českého území na polské.
Od jízdního řádu pro rok 2020 je trať také začleněna do tabulky s číslem 272 (Hel – Warszawa – Katowice – Chałupki – Bohumín, Moskva – Warszawa, Przemyśl – Kraków – Katowice, Katowice – Zebrzydowice – Bohumín, Berlin – Wrocław – Chałupki).

## Stanice, zastávky a specifikace

### Dětmarovice
Stanice Dětmarovice se nachází na dvou tratích, jednak na trati do Petrovic u Karviné a na mezinárodní trati Bohumín–Čadca.
Ve stanici je ve vymezených časech (převážně od rána do brzkého odpoledne v pracovní dny) možnost si zakoupit vnitrostátní jízdenku. Od rána až do pozdního večera je přístupna čekárna pro cestující, kousek od stanice se nachází policejní stanice a zastávka, kde zpravidla zastavuje linka číslo 502 do Orlové. Dětmarovické nádraží hlavně nabízí dopravní obslužnost občanům města Orlová, kteří ve městě nemají pravidelnou osobní železniční dopravu. Orlová je město, které je zaznamenáno jako jedno z největších bez pravidelné osobní železniční dopravy. Nádraží Dětmarovice patří do Integrovaného Dopravního systému ODIS pod čísly 5, 6 a 7. Dětmarovické nádraží je známo díky elektrárně Dětmarovice, která se při trati nachází. Z tohoto důvodu je v Dětmarovicích provozováno i nákladní nádraží. Elektrárna při trati patří do skupiny ČEZ. Cestující jsou informováni systémem INISS, dříve zde byl systém HaVIS.

### Závada
3 kilometry od stanice Dětmarovice a zároveň 1 kilometr od odbočky Závada se nachází zastávka Závada. Tato zastávka je pro všechny osobní vlaky na znamení. I v tomto případě si musí cestující koupit jízdenku ve vlaku. Závada zároveň patří pod obec Petrovice u Karviné. Zde zastavují pouze osobní vlaky relace Bohumín – Dětmarovice – Petrovice u Karviné. I zde se nedaleko nachází autobusová zastávka příměstské hromadné dopravy. Závada taktéž patří pod IDS ODIS pod číslem 6.

### Petrovice u Karviné
Jako konečnou všech osobních vlaků slouží stanice Petrovice u Karviné, protože se jedná o stanicí hraniční. Před podepsáním Schengenské smlouvy zde zastavovaly i vlaky z/do Varšavy. Po podepsání smlouvy tyto vlaky stanicí projíždějí. Obdobně to bylo u vlaků z/do Zebrzydowice, které pro nevyužití byly zrušeny. Čekárna pro cestující je dostupná během příjezdů a odjezdů vlaků. Stanice Petrovice u Karviné patří pod IDS ODIS pod číslem 6. Stanice Petrovice u Karviné v minulosti nesla název Petrovice u Bohumína. V minulosti ze stanice jezdily i vlaky do Karviné města a až na bývalé hlavní nádraží v Karviné-Dolech. Tato doprava však kvůli poddolování byla zrušena a v úseku Petrovice u Karviné-Karviná město je trať využívána pro nákladní dopravu. Jednou ročně během Dnů Karviné zde jezdí historický vlak. Cestující jsou informováni informačním systémem INISS, předtím zde byl systém HIS-VOICE. Stanice Petrovice u Karviné je zároveň stanicí nákladní.

## Vlaky a doprava
V roce 2021 zde jezdily osobní vlaky z Dětmarovic (případně až Bohumína, Mošnova a Suchdola nad Odrou) do Petrovice u Karviné a zpět provozované Českými drahami, byly zde nasazovány motorové vozy 810 a elektrické jednotky řad 471 a 650. Od podzimu 2021 jezdily do Petrovic nepravidelně vlaky linky S4 vedené elektrickými jednotkami, a to z Bohumína nebo i ze vzdálenějších stanic. Během GVD 2022 zde navíc projížděl jeden pár vlaků EC Polonia z Varšavy do Vídně.[zdroj?] Během GVD 2023-2024 zde jezdily 4 páry osobních vlaků z/do Mošnova.[zdroj?]
V roce 2025 jezdí mezi Dětmarovicemi a Petrovicemi v pracovní dny čtyři páry zastávkových osobních vlaků a větší počet tranzitních dálkových vlaků.

## Galerie

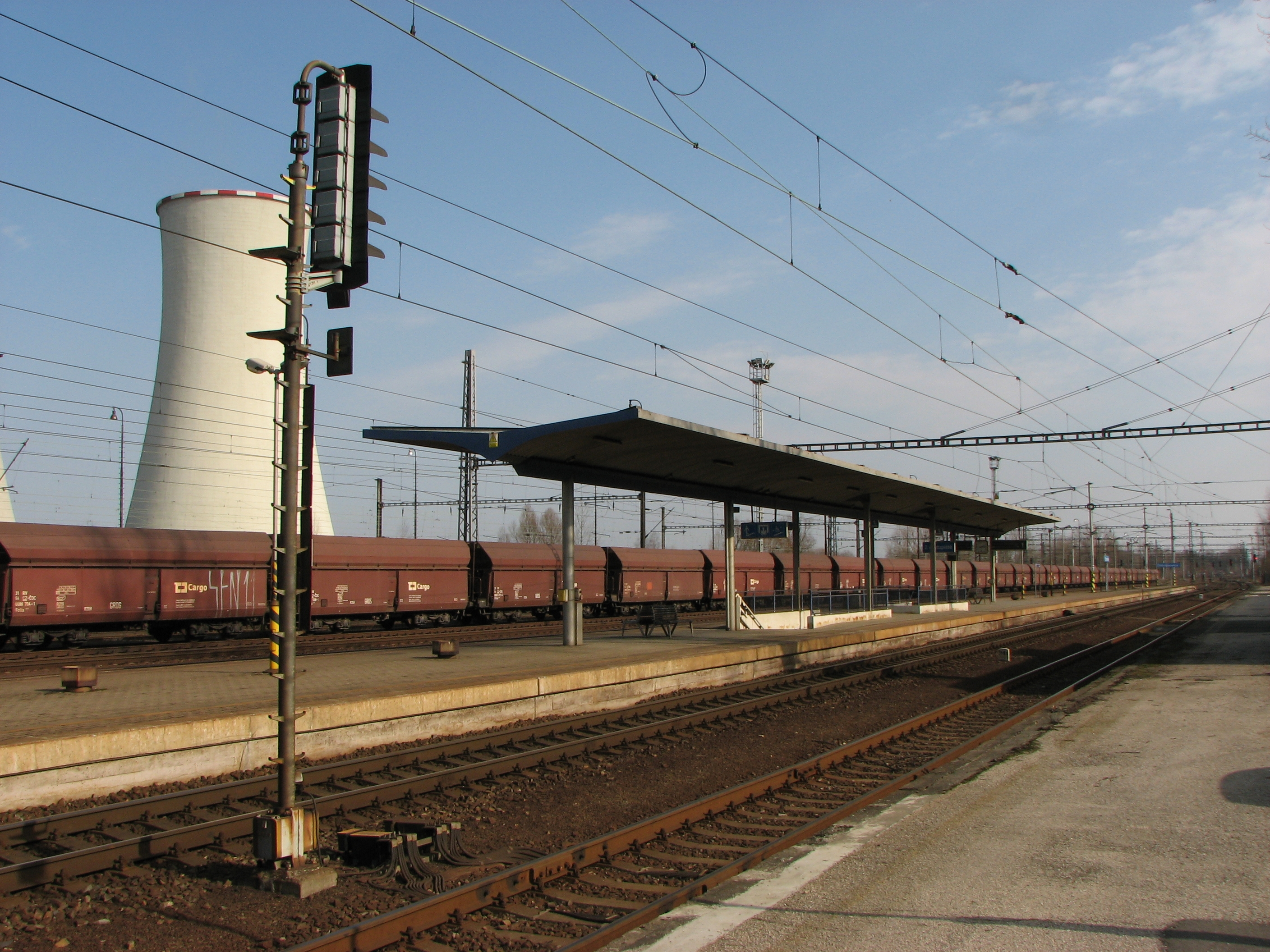
Dětmarovice-Pohled na 2. nástupiště z 1. nástupiště
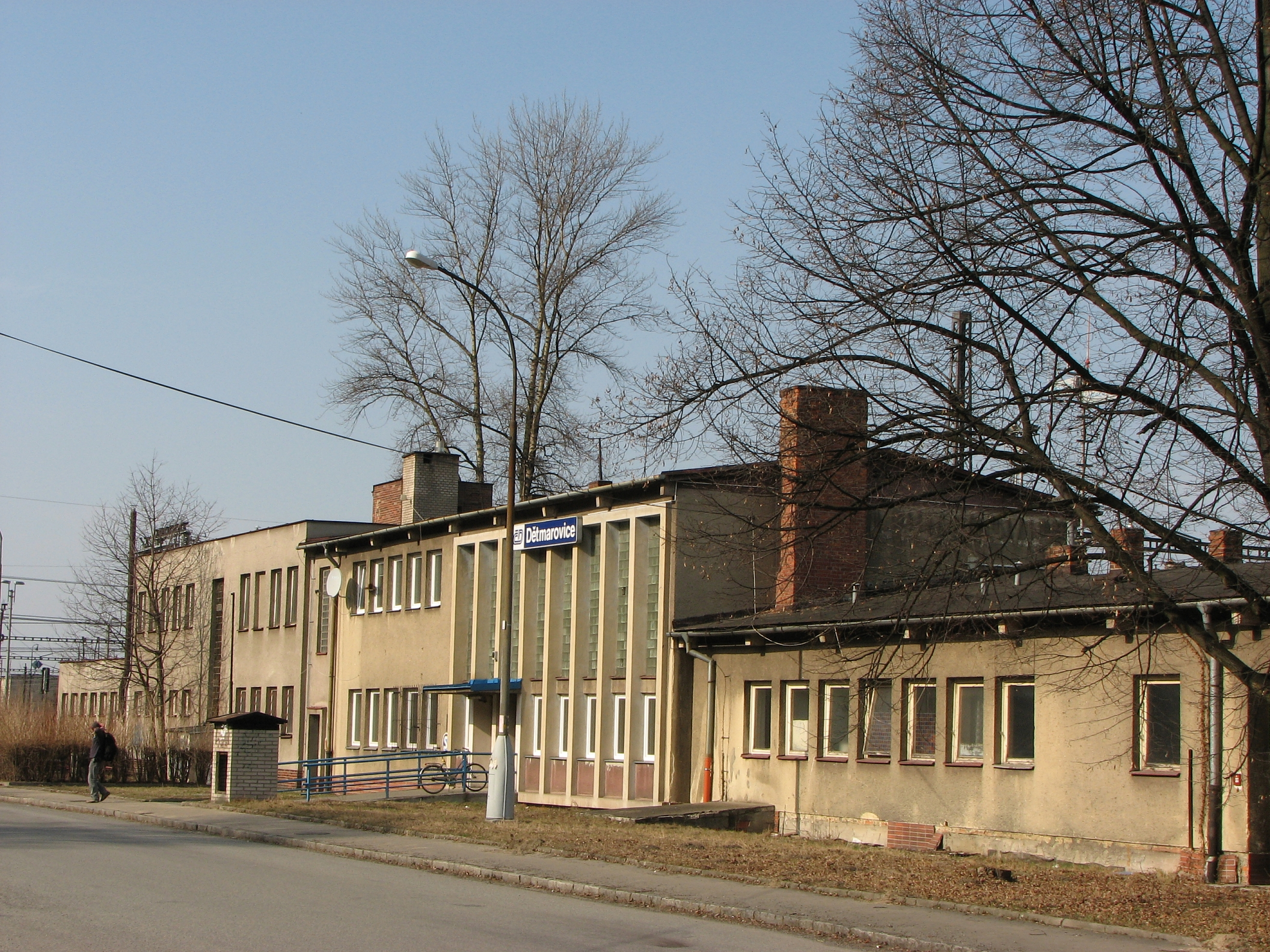
Dětmarovice-Nádražní budova
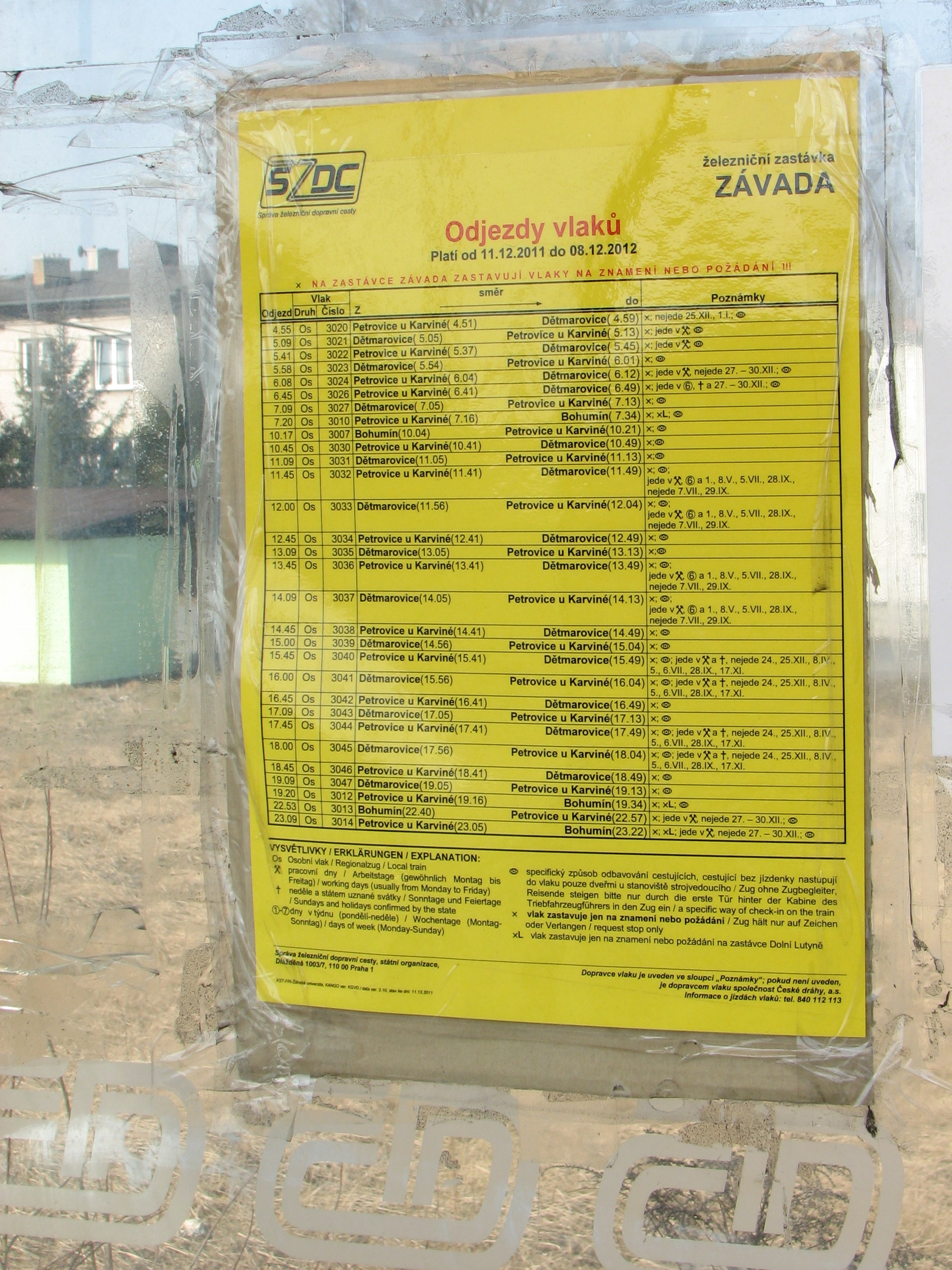
Závada-odjezdy vlaků JŘ 2011/2012
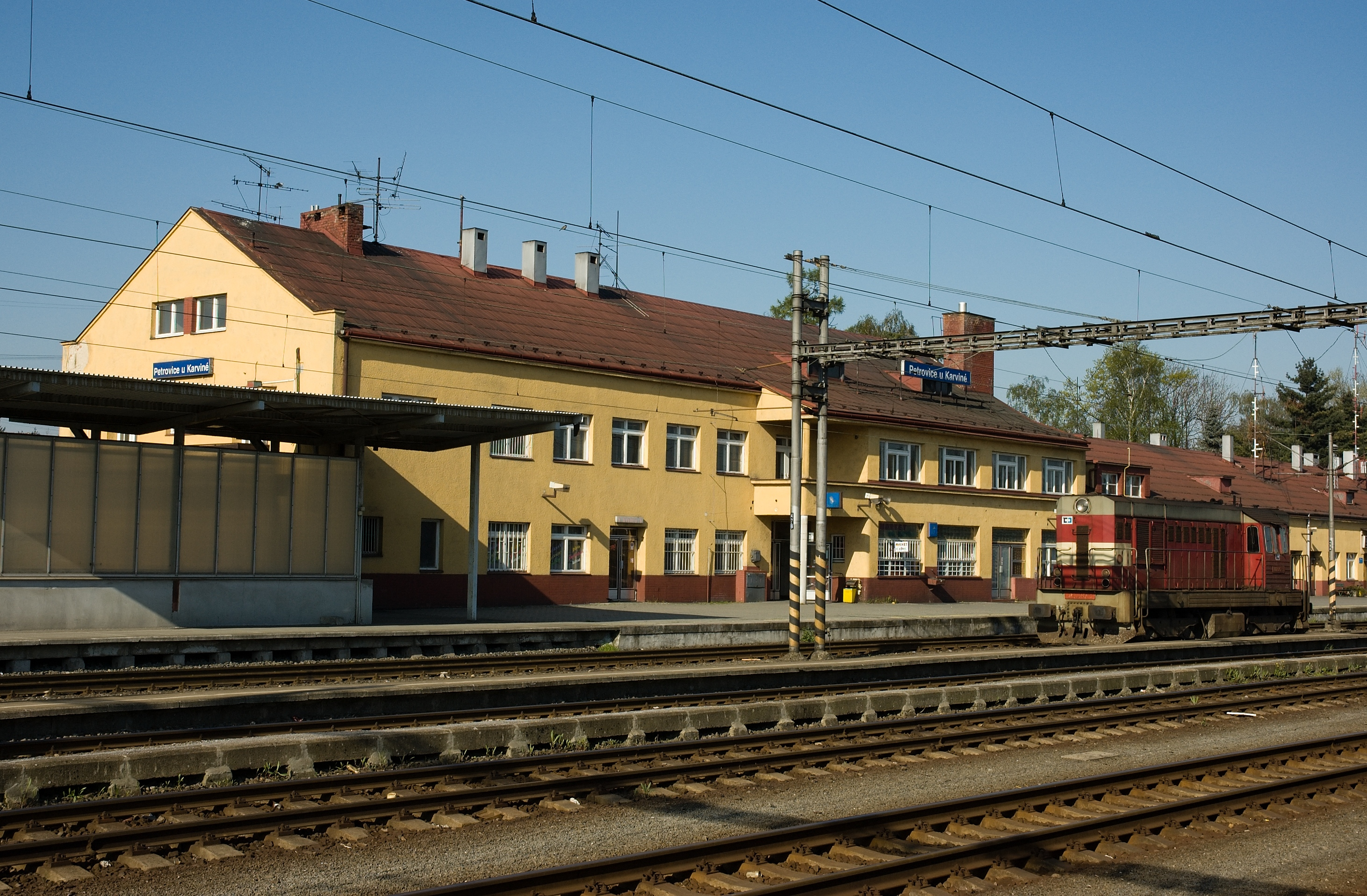
Petrovice u Karviné